# Sparganophilus
Sparganophilus (chi duy nhất trong họ Sparganophilidae) là một nhóm giun đất dài, thon, limicolous (sống trong bùn) có nguồn gốc từ Bắc Mỹ. Số lượng loài chưa được biết, hầu hết trong số chúng không được mô tả, trên khắp lục địa và vào Trung Mỹ. Một loài, S. tamesis, đã được đưa vào các dòng suối ở châu Âu, nơi nó hiện đang lan rộng; các từ đồng nghĩa của nó là are S. eiseni, S. benhami, S. guatemalensis, S. carnea, S. elongatus, S. cuenoti and, newly, S. langi.